# Dżazirat Fajlaka
Dżazirat Fajlaka, Fajlaka, Faylakah (ang. Failaka Island, arab. جزيرة فيلكا lub فيلكا czyt. Fēlaka, w dialekcie kuwejckim języka arabskiego wyspę nazywa się فيلچا fe:lɪt͡ʃə) – wyspa położona na Zatoce Perskiej, należąca do Kuwejtu, a konkretniej do Prowincji Stołecznej, znajdująca się około 15 km na wschód od zatoki Dżun al-Kuwajt. Wyspa ma 12 km długości i 6 km szerokości oraz powierzchnię w zależności od źródeł 43 km² lub 39 km². Jedyną miejscowością na wyspie jest Az-Zaur. Wyspę zamieszkuje 147 osób (2011). Na wyspie przy pomocy nawadniania uprawia się warzywa, zwłaszcza melony, a także łowi ryby. 

## Historia

### Dilmun i Mezopotamczycy
Pierwsze ślady osadnictwa na Fajlace sięgają epoki brązu. Wyspa zamieszkana była przez lud tzw. cywilizacji Dilmun (z Fajlaką identyfikuje się wyspę znaną wtedy jako Agarum, Agaru lub Akarum), zaś ok. 2000 lat p.n.e. zasiedlili ją kolonizatorzy z Mezopotamii - Sumerowie z Ur prowadzili tu działalność kupiecką. Po upadku cywilizacji Dilmun wyspę zasiedlili Kasyci i kontrolowała ją kasycka dynastia, a w czasach panowania Nabuchodonozora II wyspę posiadała Babilonia. Sam Nabuchodonozor II posiadał na wyspie pałac i świątynię.

### Grecy i Achemenidzi
Później wyspę zamieszkali starożytni Grecy, prawdopodobnie pierwszym Grekiem który ją odwiedził był Nearchos. Według Strabona i Flawiusza Arriana Aleksander Wielki nadał wyspie nazwę Failaka Ikaros bo przypominała mu ona wyspę o podobnym kształcie w archipelagu Wysp Egejskich. Ikaros było również nazwą miasta na Fajlace. W czasach hellenistycznych grecka mitologia mieszała się z lokalnymi wierzeniami tworząc synkretyczną religię. Na wyspie znajdowała się świątynia Artemidy. Przez pewien okres czasu wyspa znajdowała się pod wpływem Imperium Achemenidów. 

### Nestorianie
We wczesnym średniowieczu (V-IX w.) wyspa zasiedlona została przez chrześcijańskich kolonizatorów (nestorian) migrujących z obszaru Syrii. Wyspa stanowiła ogniwo na szlaku handlowym łączącym Daleki Wschód z Bizancjum. Nestorianie wybudowali wiele farm, wiosek i 2 duże kościoły, w rejonie Al-Qusur wybudowali rozległą osadę typu miejskiego z bazyliką, kościołem i klasztorem. Ostatecznie małe farmy i wioski zostały opuszczone.  

### Współczesność
Ze względu na liczne stanowiska archeologiczne Fajlaka od lat 60. XX w. jest terenem działalności szeregu misji archeologicznych, m.in. duńskiej, gruzińskiej, francuskiej, włoskiej i słowackiej. W 2013 roku badania rozpoczęła Kuwejcko–Polska Misja Archeologiczna (ang. Kuwaiti–Polish Archaeological Mission, w skrócie KPAM). W ramach ekspedycji zaczętoo prowadzić wykopaliska archeologiczne na stanowisku Charajb el-Deszt, a także badania podwodne i prospekcja terenowa wzdłuż wybrzeża wyspy.
Podczas I wojny w Zatoce Perskiej wyspa była okupowana przez wojska irackie, które założyły na wyspie bazę wojskową, podczas gdy ludność cywilna została z niej wysiedlona. 3 sierpnia 1990 roku na wyspie stoczyła się bitwa między żołnierzami kuwejckimi a irackimi, wygrana przez tych drugich. W 1991 wojska irackie za pomocą bombardowań i wojny psychologicznej zmuszono do poddania się. 
Po wojnie Fajlaka została oczyszczona z min, ale do pewnego stopnia nadal jest wykorzystywana przez wojsko. Mimo to po założeniu na niej kurortu zaczęła stawać się popularnym miejscem do wypoczynku. 